# Liste der Naturdenkmäler in Butzbach
Die Liste der Naturdenkmäler in Butzbach nennt die auf dem Gebiet der Stadt Butzbach, im Wetteraukreis (Hessen), gelegenen Naturdenkmäler. Sie sind nach dem Hessischen Gesetz über Naturschutz und Landschaftspflege (Hessisches Naturschutzgesetz – HAGBNatSchG) § 12 geschützt und bei der unteren Naturschutzbehörde des Wetteraukreises eingetragen. Die Liste entspricht dem Stand vom 1. Januar 2014.
| Bild                                              | Bezeichnung                                         | Ortsteil, Lage | Beschreibung | Art          | Nr.     |
| ------------------------------------------------- | --------------------------------------------------- | --- | --- | ------------ | ------- |
| mehr Fotos \| Fotos hochladen                     | Felsrippen der „Maibacher Schweiz“ am Weilenhaintal | Bodenrod, Flur 20, Flurstück k. A. (VO), Flurstück 2 (tatsächlich) 50° 23′ 14,2″ N, 8° 33′ 9,6″ O                                              | Felsrippen am Hang eines Zuflusses zum Michelbach im Wald. Schutzgrund: Ausläufer einer Felsgruppe, Forstabt. 107 A und B. | Geotop       | 440.154 |
| mehr Fotos \| Fotos hochladen                     | Trauerbuche                                         | Bodenrod, Flur 11, Flurstück 58 50° 23′ 49,2″ N, 8° 32′ 15,9″ O                                                                                | Trauerbuche bei Forellenteichen an einer Waldlichtung. Schutzgrund: Ungewöhnliche Wachsform und Schönheit. | Hänge-Buche  | 440.120 |
| mehr Fotos \| Fotos hochladen                     | 3 Eichen im Weidighain                              | Butzbach, Flur 9, Flurstück 3/4 (VO), Flurstück 3/13,3/15 (tatsächlich) 50° 26′ 4,7″ N, 8° 38′ 56,4″ O                                         | Die Eichen auf dem heutigen Parkplatz des Schrenzerbades dienten einst der Schweinemast. 50 m östlich des rekonstruierten römischen Wachturms Wp 4/33. Schutzgrund: Einzelbäume, kulturhistorische Bedeutung, landschaftsprägend.                                    | Eiche        | 440.013 |
| mehr Fotos \| Fotos hochladen                     | Speierling                                          | Butzbach, Flur 1, Flurstück 14 (VO), Flur 19, Flurstück 50 (tatsächlich) 50° 25′ 55,4″ N, 8° 40′ 40,9″ O                                       | Speierling auf dem Spielplatz Hinter der Burg. Schutzgrund: Speierlinge als Naturdenkmal. | Speierling   | 440.191 |
| mehr Fotos \| Fotos hochladen                     | Speierling                                          | Butzbach, Flur 1, Flurstück 869/1 50° 25′ 49,7″ N, 8° 40′ 38,5″ O                                                                              | Speierling auf einem Gartengrundstück in der Verlängerung der Straße Im Berghof. Schutzgrund: Speierlinge als Naturdenkmal. | Speierling   | 440.192 |
| [[Datei:\|200x200px\|Speierling]] Fotos hochladen | Speierling                                          | Butzbach, Flur 9, Flurstück 3/6 (VO), Flurstück 3/8 (tatsächlich) 50° 26′ 7,6″ N, 8° 39′ 4,8″ O                                                | Speierling östlich des Schrenzerbades. Schutzgrund: Speierlinge als Naturdenkmal. | Speierling   | 440.193 |
| Fotos hochladen                                   | Eiche im Schwimmbad                                 | Butzbach, Flur 9, Flurstück 3/7 (VO), Flurstück 3/8 (tatsächlich) 50° 26′ 9,5″ N, 8° 39′ 3,5″ O                                                | Eiche im Freibad am Schrenzerberg. Schutzgrund: Schönheit, ortsbildprägend. | Eiche        | 440.194 |
| mehr Fotos \| Fotos hochladen                     | Linde                                               | Ebersgöns, Flur 4, Flurstück 95 50° 27′ 24,4″ N, 8° 37′ 8,9″ O                                                                                 | Linde auf der Heide, außerhalb östlich an der K18. Schutzgrund: Einzelbaum in der Flur. | Linde        | 440.014 |
| mehr Fotos \| Fotos hochladen                     | 2 Linden an der Brücke                              | Fauerbach v.d.H., Flur 4, Flurstück 33, Flur 3, Flurstück 30/29 (VO), Flur 3, Flurstück 28/1, 30 (tatsächlich) 50° 23′ 17,4″ N, 8° 38′ 41,5″ O | Linden am Friedberger Weg über die Fauerbach. Schutzgrund: Landschaftsprägende Bäume. | Linde        | 440.118 |
| mehr Fotos \| Fotos hochladen                     | Linde am Waldweg                                    | Fauerbach v. d. H., Flur 12, Flurstück 28 50° 22′ 58,4″ N, 8° 37′ 25,5″ O                                                                      | Linde am Wegesrand nach Wiesental in kleinem Wäldchen. Schutzgrund: Landschaftsprägender Einzelbaum. | Linde        | 440.109 |
| mehr Fotos \| Fotos hochladen                     | Speierling                                          | Hoch-Weisel, Flur 9, Flurstück 31 50° 24′ 10,1″ N, 8° 38′ 18,9″ O                                                                              | Speierling auf einer Obstwiese, nordöstlicher Baum. Schutzgrund: Speierlinge als Naturdenkmal. | Speierling   | 440.195 |
| mehr Fotos \| Fotos hochladen                     | Speierling                                          | Hoch-Weisel, Flur 9, Flurstück 31 50° 24′ 9,8″ N, 8° 38′ 17,7″ O                                                                               | Speierling auf einer Obstwiese, südwestlicher Baum. Schutzgrund: Speierlinge als Naturdenkmal. | Speierling   | 440.196 |
| mehr Fotos \| Fotos hochladen                     | Eiche am Brüler Berg                                | Hoch-Weisel, Flur Wald, Flurstück k. A. (VO), Flur 11, Flurstück 4 (tatsächlich) 50° 24′ 8,6″ N, 8° 36′ 11,5″ O                                | Eiche im Wald östlich des Gipfels des Brüler Berg (424 m ü. NN.). Schutzgrund: Größe der Eiche, Alter. | Eiche        | 440.160 |
| mehr Fotos \| Fotos hochladen                     | Rotbuche im Isseltal                                | Hoch-Weisel, Flur Wald, Flurstück k. A. (VO), Flur 14, Flurstück 1 (tatsächlich) 50° 24′ 1″ N, 8° 35′ 50,1″ O                                  | Rotbuche im Bachtal der Issel bei Forellenteichen. Schutzgrund: Größe und Alter der Buche. | Rotbuche     | 440.161 |
| mehr Fotos \| Fotos hochladen                     | 35 Esskastanien in der Dehl                         | Hoch-Weisel, Flur 12, Flurstück 1 50° 24′ 34,9″ N, 8° 37′ 18″ O                                                                                | Esskastanien an einer Lichtung im Wald südlich des Kleinen Hausbergs (östlicher Ausläufer des Hausbergs). Schutzgrund: Sehr alter Baumbestand in einem Waldgebiet mit besonderem Kronenwuchs als kulturhistorischer Restbestand eines ehemaligen Esskastanienhaines. | Edelkastanie | 440.266 |
| mehr Fotos \| Fotos hochladen                     | Felsen in der Dehl                                  | Hoch-Weisel, Flur 12, Flurstück 1 50° 24′ 35,9″ N, 8° 37′ 23,3″ O                                                                              | Schiefer-Felsen südlich des Kleinen Hausbergs. Schutzgrund: Besonders groß ausgeprägte, naturraumtypische Schieferformation. Dadurch ein besonderes Geotop. | Geotop       | 440.302 |
| mehr Fotos \| Fotos hochladen                     | Linde an der Kirche                                 | Münster, Flur 1, Flurstück 15 50° 23′ 27,2″ N, 8° 37′ 11,5″ O                                                                                  | Linde nordöstlich der Evangelischen Pfarrkirche (KD) im Kirchhof. Schutzgrund: Ortsbildprägender Einzelbaum. | Linde        | 440.112 |
| mehr Fotos \| Fotos hochladen                     | Birnbaum bei Münster                                | Münster, Flur 1, Flurstück 326 (VO), Flur 5, Flurstück 109 (tatsächlich) 50° 23′ 23,7″ N, 8° 37′ 29″ O                                         | Birne am Feldweg nach Fauerbach. Schutzgrund: Landschaftsprägender Einzelbaum. | Birne        | 440.158 |
| mehr Fotos \| Fotos hochladen                     | Elsbeere bei Espa                                   | Nieder-Weisel, Flur Wald, Flurstück k. A. (VO), Flur 24, Flurstück 1/4 (tatsächlich) 50° 25′ 4,1″ N, 8° 35′ 50,4″ O                            | Elsbeere nahe einer Waldwegekreuzung südlich von Espa. Schutzgrund: Seltene Art im Waldverband. | Elsbeere     | 440.159 |
| mehr Fotos \| Fotos hochladen                     | Linde                                               | Ostheim, Flur 9, Flurstück 261 50° 24′ 2,3″ N, 8° 40′ 16,6″ O                                                                                  | Linde auf dem Friedhof. Schutzgrund: landschaftsprägend. | Linde        | 440.015 |
| mehr Fotos \| Fotos hochladen                     | Esskastaniengruppe                                  | Wiesental (VO), Fauerbach v.d. H. (tatsächlich), Flur 15, Flurstück 2 50° 22′ 45,9″ N, 8° 36′ 56″ O                                            | Gruppe von Esskastanien an der K254. Schutzgrund: Schönheit und Seltenheit in diesem Bereich. | Edelkastanie | 440.110 |
| mehr Fotos \| Fotos hochladen                     | 6 Alteichen am Griedeler Markwald                   | Griedel, Flur 15, Flurstück 1 50° 26′ 55,7″ N, 8° 40′ 7,9″ O                                                                                   | Gruppe alter Eichen am südwestlichen Waldrand des Griedeler Markwaldes. Schutzgrund: Ensemble von sechs großen landschaftsprägenden Einzelbäumen am Waldrand mit besonderem Kronenwuchs.                                                                             | Eiche        | 440.265 |
| mehr Fotos \| Fotos hochladen                     | Hainbuche am Wetterhang                             | Griedel, Flur 1, Flurstück 593/1 (VO), Flur 2, Flurstück 258/1 50° 26′ 41,6″ N, 8° 42′ 30,7″ O                                                 | Hainbuche am Hang der Wetter. Schutzgrund: Großer, landschaftsprägender Einzelbaum mit besonderem Kronenwuchs. | Hainbuche    | 440.306 |

Die „Friedenseiche“ (Nr. 440.011) in Butzbach wurde durch einen Sturm zerstört und aus der Liste gelöscht.